# Écotay-l'Olme
 Écotay-l'Olme  es una localidad y comuna de Francia, en la región de Ródano-Alpes, departamento de Loira, en el distrito y cantón de Montbrison.
Su población en el censo de 1999 era de 1.111 habitantes. Forma parte de la aglomeración urbana de Montbrison.
Está integrada en la Communauté d'agglomération Loire-Forez.

## Demografía
| 285 | 339 | 598 | 853 | 1001 | 1111 |
| Para los censos de 1962 a 1999 la población legal corresponde a la población sin duplicidades (Fuente: INSEE [Consultar]) |     |     |     |      |      |